# Pave Pelagius 1.
Pelagius 1. (død 4. marts 561) var pave fra 556 til sin død i 561. Han var den anden pave i det byzantinske pavedømme og var ligesom sin forgænger, en tidligere apocrisiarius i Konstantinopel.